# Hasta el viento tiene miedo
Hasta el viento tiene miedo és una pel·lícula mexicana de terror gòtic sobrenatural estrenada el 1968, escrita i dirigida per Carlos Enrique Taboada. Es considera una pel·lícula de culte a Mèxic i s'ha acreditat que ha revitalitzat el gènere de terror mexicà. Se'n va fer un remake el 2007.

## Sinopsi
La pel·lícula tracta d'un grup d’estudiants d'un col·legi exclusiu femení, liderat per Claudia (Alicia Bonet) que decideix investigar una torre local que ha tingut un paper destacat en somnis inquietants i recurrents que Claudia ha tingut. El somni també presenta el cos d'una dona penjada. Estan suspeses de l'escola per les seves malifetes, però Claudia s'assabenta per un dels membres del personal femení que la persona del somni és una estudiant que es va matar anys abans i que la professora ha vist el seu fantasma.
Andrea, la jove que es va suïcidar a la torre, persegueix les noies de l'escola buscant venjança per la seva terrible tragèdia. Quan Andrea va assistir a l'escola es va assabentar que la seva mare estava greument malalta i desitjava ser excusada de l'escola per visitar la seva mare moribunda. Quan Bernarda, la directora, li va prohibir marxar, Andrea es va sentir desconcertada i es va sentir afectada pel dolor. En un episodi maníac, va decidir suïcidar-se a la torre després de la notícia de la mort de la seva mare.
L’Andrea ara jura venjança i no descansarà fins que Bernarda pagui el que li va fer. Una nit de vent, Andrea fa una senyal a Claudia per pujar les escales de la torre. Bernarda la segueix i intenta aturar-la. Quan Bernarda arriba a la part superior de les escales on es va matar Andrea, Bernarda es troba amb Andrea. Bernarda, aterrida per la por, no pot defensar-se d'Andrea i és atacada fatalment per ella.
Un temps després dels fets d’aquella tempestuosa nit, Claudia marxa a casa i la nova directora li assegura que tot va bé a l'escola. Mentre camina cap a la porta principal de l'escola, mira la torre amb por, però el jardiner de l'escola li diu que l’Andrea ara descansa en pau i se n’ha anat, aquesta vegada per sempre.

## Repartiment
- Marga López com Bernarda
- Maricruz Olivier com Lucía
- Alicia Bonet com Claudia
- Norma Lazareno com Kitty
- Renata Seydel com Ivette
- Elizabeth Dupeyrón com Josefina
- Lourdes Baledón - Verónica
- Irma Castillón - Silvia
- Rita Sabre Marroquín - Marina
- Pamela Susan Hall com Andrea
- Rafael Llamas com Diego
- Saidi Dupeyrón com Armando
- Enrique García Álvarez com el doctor Oliver

## Llançament
Hasta el viento tiene miedo fou projectada per primera vegada als cinemes de Mèxic el 1968. Es va llançar als Estats Units en format Blu-ray el 2020.

## Recepció
Vulture va incloure la pel·lícula com una de les seves recomanacions per al terror mexicà, i va escriure que "El que sentim en la tensió creada per l'ambient, el vent epònim en particular, sona més que el que realment es mostra a la pantalla". ComicsBeat elogia la pel·lícula per la seva actuació, desenvolupament de personatges i ambientació.
Marca va analitzar Hasta el viento tiene miedo pel 50è aniversari de la pel·lícula el 2018, destacant el seu estatus de culte. Van parlar amb l'actriu Norma Lazareno, que va declarar que la pel·lícula era anticipada al seu temps. A més, va comentar que el director va conspirar amb tècnics per fer trucs a les actrius, de manera que es quedessin desconcertades durant el rodatge, cosa que ella considera que augmenta la tensió i el factor de por de la pel·lícula.

## Remake
El 2007 es va fer un remake de la pel·lícula, també titulada Hasta el viento tiene miedo. Fou dirigida per Gustavo Moheno i protagonitzada per Martha Higareda. El remake va rebre una crítica negativa, encara que també va rebre una reacció més favorable del gran públic.